# Genome Project-write
Genome Project-write (GP-write) или Human Genome Project-write (HGP-write) - открытый международный исследовательский проект, возглавляемым многопрофильной группой научных лидеров, который будет тестировать попытки синтеза полного искусственного генома человека.
Концептуальной основой данного проекта станут результаты исследований, полученные в рамках предыдущего Проекта генома человека, успешно реализовав который, ученые сумели впервые прочесть, упорядочить и составить полную карту генома человека.
Цель проекта The Genome Project-Write заключается в том, чтобы лучше разобраться в "словаре" генов. Ученые смогут приблизиться к пониманию устройства генома, научиться полноценно определять смысловую нагрузку различных генов и их участков и составлять произвольную “программу” для клетки.